# 조셀린 퀴브린
조슬랭 키브랭(Jocelyn Quivrin, 1979년 2월 14일 ~ 2009년 11월 15일)은 프랑스의 배우이다. 디종에서 태어났으며 생클루에서 사망하였다. 사인은 교통사고이다. 페르 라셰즈 묘지에 매장되었다.

## 작품 목록

### 영화 출연
- 엘리자베스 (1998)
- 로트렉 (1998, Lautrec)
- 시리아나 (2005) - 빈센트 역
- 늑대의 제국 (2005) - 폴 역
- 로맨스 (2007)
- Jean de La Fontaine, le défi (2007)
- 자쿠오 르 크로퀀 (2007)
- 99 프랑크스 (2007년)
- Deux Vies plus une (2007)
- 비밀일기 (2008) - 루카스 역
- 교수와 여제자2 (2008, À l'aventure) - 프레드 역
- 캐쉬 (2008, Cash)
- Notre univers impitoyable (2008)
- La Famille Wolberg (2009)
- Ensemble, c'est trop (2010)

### 영화 각본
- 마에스트로 (2014, Maestro)